# Iroite
El monte Iroite, con 686 m,
es la cima más alta de la sierra del Barbanza, que se encuentra en el extremo suroccidental de la provincia de La Coruña (Galicia, España), separando las rías de Arosa y Muros y Noya. Pertenece a cuatro municipios de la zona: Boiro, Lousame, Puerto del Son y, en menor medida, Noya.

## Descripción

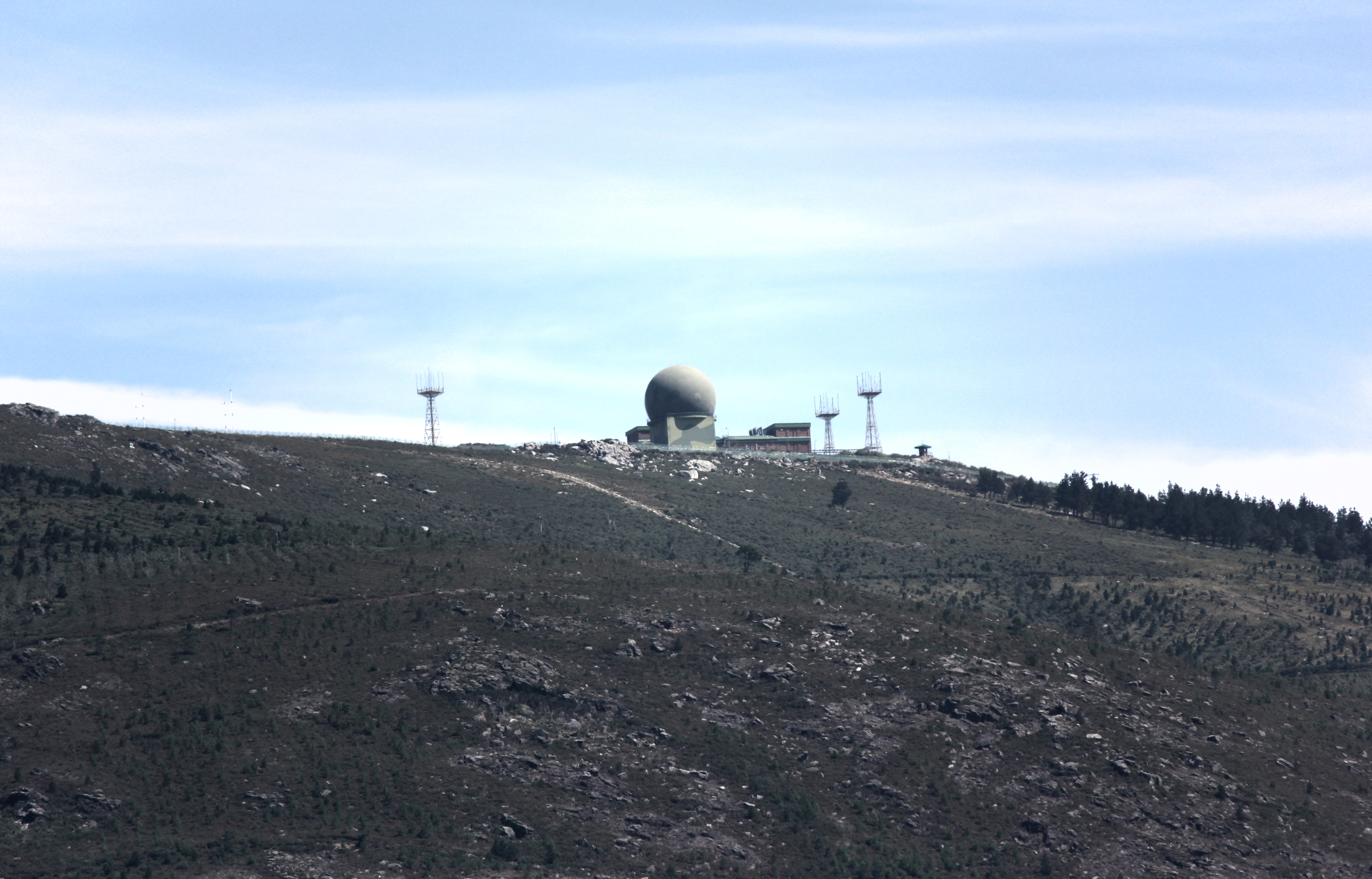
Escuadrón de Vigilancia Aérea 10, en el monte Iroite.

La cima del Iroite' está ocupada por el Escuadrón de Vigilancia Aérea Nº 10 (EVA 10), del Ejército del Aire de España, y por los restos de la estación DECCA. Se puede llegar en coche hasta arriba, a las puertas del acuartelamiento por varios sitios, siendo la subida principal la que empieza en Moimenta.

## Naturaleza
Para los amantes del senderismo y la naturaleza, desde aquí pueden empezar varias rutas, destacando la megalítica, que visita los monumentos prehistóricos que abundan en esta sierra, como La Casota do Páramo o el Arca do Barbanza.
Hay multitud de caballos en estado semisalvaje por toda la sierra, no solo en Iroite, y además es frecuente ver el ganado pastando en libertad por las laderas del monte. El agua también fluye en abundancia, ofreciendo buenos manantiales de éste cada vez más cotizado bien.